# Elke Ferner

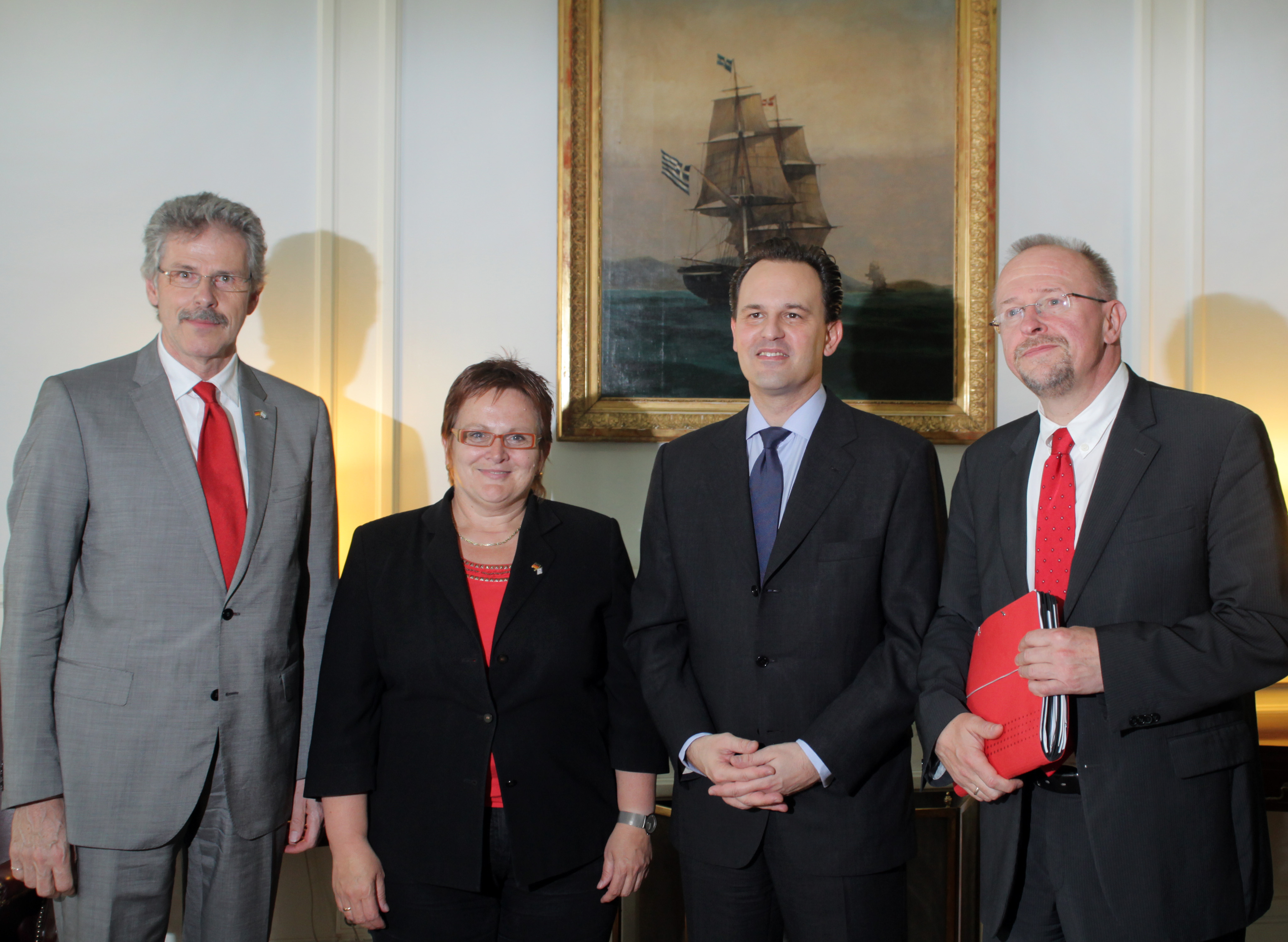
Elke Ferner mit Manfred Zöllmer (links), Dimitris Droutsas (Mitte) und Axel Schäfer (rechts), Foto: 2011

Elke Ferner, geb. Widua, (* 5. Mai 1958 in Idar-Oberstein) ist eine deutsche Politikerin (SPD). Sie war von 1990 bis 1998 mit kurzzeitiger Unterbrechung im November 1994 und von 2002 bis 2017 Mitglied des Deutschen Bundestages. Von Dezember 2013 bis März 2018 war sie Parlamentarische Staatssekretärin im Bundesministerium für Familie, Senioren, Frauen und Jugend.

## Leben und Beruf
Nach dem Abitur im Jahr 1977 am Gymnasium am Rotenbühl in Saarbrücken absolvierte Elke Ferner eine Ausbildung zur Datenverarbeitungskauffrau, die sie 1979 mit dem Kaufmannsgehilfenbrief abschloss. Von 1979 bis 1984 arbeitete sie als Programmiererin für die Asko Deutsche Kaufhaus AG und von 1985 bis 1990 für die Stadtwerke Saarbrücken.
Elke Ferner ist verheiratet.

## Partei
Seit 1983 ist Elke Ferner Mitglied der SPD. Sie gehörte von 1997 bis 2007 dem Vorstand der SPD Saarland an und war ab 2003 stellvertretende Landesvorsitzende. Von November 2005 bis Oktober 2007 war sie außerdem stellvertretende Bundesvorsitzende der SPD. Am 26. Oktober 2007 wurde sie erneut in den SPD-Parteivorstand gewählt und gehörte diesem bis 2017 an.
Elke Ferner engagiert sich außerdem seit 1983 in der Arbeitsgemeinschaft Sozialdemokratischer Frauen, deren Landesvorstand im Saarland sie von 1989 bis 1999, ab 1991 als Landesvorsitzende, angehörte. Von 1992 bis 2018 war sie Mitglied im ASF-Bundesvorstand, ab 2004 als Bundesvorsitzende.
Im Dezember 2014 wurde sie in den Vorstand der europäischen Sozialdemokratinnen (PES Women) gewählt. Im Oktober 2022 wurde sie zur Vizepräsidentin gewählt.

## Abgeordnete
Elke Ferner war von 1990 bis 1994 erstmals Mitglied des Deutschen Bundestages. Kurz nach der Bundestagswahl 1994 zog sie am 21. November 1994 erneut als Nachrückerin für den ausgeschiedenen Abgeordneten Oskar Lafontaine in den Bundestag ein. Dazu legte sie ihr Mandat im Landtag des Saarlandes nieder, das sie erst wenige Wochen zuvor bei der Landtagswahl 1994 errungen hatte. Dem Deutschen Bundestag gehörte sie dann bis 1998 an. Hier war sie von 1994 bis 1998 Sprecherin der Arbeitsgruppe Verkehr der SPD-Bundestagsfraktion und Mitglied des SPD-Fraktionsvorstandes. Dem 14. Deutschen Bundestag (1998–2002) gehörte sie nicht an.
Ab 2002 war sie wiederum Mitglied des Deutschen Bundestages und von November 2005 bis 2013 stellvertretende Vorsitzende der SPD-Bundestagsfraktion mit Zuständigkeit für die Bereiche Gesundheit und Soziales. Außerdem gehörte sie dem Vorstand der Parlamentarischen Linken an.
Elke Ferner zog 1990 und 1994 über die Landesliste Saarland und 2002 sowie 2005 als direkt gewählte Abgeordnete des Wahlkreises Saarbrücken in den Bundestag ein. Bei der Bundestagswahl 2005 erreichte sie hier 33,5 % der Erststimmen, unter anderem gegen Oskar Lafontaine.
Bei der Bundestagswahl 2009 konnte sie ihr Direktmandat nicht verteidigen. Sie unterlag der CDU-Politikerin Anette Hübinger mit 30,4 % der Erststimmen, zog jedoch über die Landesliste erneut in den Bundestag ein. 2013 unterlag sie bei den Erststimmen erneut Anette Hübinger, behielt aber über die Landesliste ihr Bundestagsmandat. Bei der Bundestagswahl 2017 kandidierte sie nicht und schied aus dem Bundestag aus.

## Positionen

### Internetsperren
Ferner unterstützte 2009 den Versuch von Familienministerin Ursula von der Leyen, Internetseiten zum Zweck der Bekämpfung von Kinderpornografie zu sperren (vgl. Gesetz zur Bekämpfung der Kinderpornografie in Kommunikationsnetzen). Ihre Mitstreiter und sie rechtfertigten ihre Zustimmung unter anderem so:
„Schließlich bleibt bei der Abwägung der Zustimmung zu diesem Gesetz auch der Umstand zu berücksichtigen, dass die entsprechende Sperrinfrastruktur aufgrund der abgeschlossenen Verträge zwischen BKA und Internetprovidern bereits aufgebaut wird. Diese Verträge beinhalten keinen hinreichenden Grundrechtsschutz und verfahrensrechtliche Sicherungen und sind deshalb höchst problematisch. Wir sehen es als unsere Pflicht als Abgeordnete an, solche weitgehenden, intransparenten und verfassungsrechtlich schlicht unzulässigen Verträge zu Lasten Dritter durch eine gesetzliche Grundlage abzuschwächen und ihre negative Wirkung zu reduzieren.“

### Papst-Rede
Elke Ferner blieb anlässlich der Rede Papst Benedikts XVI. vor dem Deutschen Bundestag am 22. September 2011 dem Plenarsaal demonstrativ fern. Diesen von ca. 100 weiteren Abgeordneten mitgetragenen Boykott rechtfertigte sie in der Kernaussage so: 
„Der Papst spricht nicht in erster Linie als Staatsoberhaupt, sondern er spricht als Kirchenoberhaupt. Das ist für mich ein Unterschied. Ich bin nicht der Überzeugung, dass das Parlament der richtige Ort ist für die Rede des Papstes. (…) Im Übrigen verstehe ich mein Fernbleiben als Akt der Solidarität mit all denen, die innerhalb der katholischen Kirche gegen die Dogmen des Papstes kämpfen.“

## Öffentliche Ämter
Von 1998 bis 2000 war Elke Ferner Beamtete Staatssekretärin im Bundesministerium für Verkehr, Bau- und Wohnungswesen und von 2013 bis 2017 war sie Parlamentarische Staatssekretärin im Bundesministerium für Familie, Senioren, Frauen und Jugend.

## Ehrenamt
Im Jahr 2018 wurde Elke Ferner in den Vorstand des Deutschen Frauenrats, der Lobby der Frauen in Deutschland, gewählt und leitet dort den Fachausschuss „Parität in Parlamenten und Politik“, der sich für mehr Frauen in allen Parlamenten einsetzt. Von 2021 bis 2022 leitete sie den Fachausschuss „Armutsbekämpfung“. Seit 2022 ist sie im Vorstand des DF für die Strukturen der nationalen Gleichstellungspolitik zuständig. Im April 2021 wurde sie zur Vorstandsvorsitzenden von UN Women Deutschland gewählt. UN Women Deutschland ist ein Nationales Komitee der Frauenrechtsorganisation der Vereinten Nationen und besitzt konsultativen Status im UN-Wirtschafts- und Sozialrat. Seit 2019 ist Ferner Vorsitzende der Verbraucherzentrale des Saarlandes.